# Diplodina origani
Diplodina origani är en svampart som beskrevs av Picb. 1925. Diplodina origani ingår i släktet Diplodina och familjen Gnomoniaceae.   Inga underarter finns listade i Catalogue of Life.